# The 20/20 Experience
The 20/20 Experience (cunoscut ca și The 20/20 Experience – 1 of 2) este al treilea album de studio al artistului american Justin Timberlake. A fost lansat pe 15 martie 2013 de către RCA Records datorită succesului pe care l-a avut al treilea lui album de studio, FutureSex/LoveSounds (2006). Este considerat prima jumătate a proiectului, mai târziu fiind completat de al patrulea lui album de studio, The 20/20 Experience – 2 of 2 (2013). Înregistrarea conține stiluri neo soul cu elemente de muzică soul; versurile au ca temă dragostea și sexul. Ca și un producător executiv, Timberlake a colaborat cu Timbaland și Jerome „J-Roc” Harmon și Rob Knox.
The 20/20 Experience a primit în general păreri pozitive din partea criticilor muzicali care au complimentat diversitatea muzicală față de celelalte albume, deși alții i-au criticat lipsa de variație a albumului. Albumul a debutat pe locul întâi în US ''Billboard'' 200 cu vânzări în prima săptămâna de 968,000 exemplare devenind al doilea album al lui Timberlake care a ajuns pe locul întâi la vânzările din prima săptămână de când și-a început cariera solo. Albumul a devenit cel mai vândut album din 2013 în SUA. Albumul a devenit de asemenea al treilea album consecutiv al lui Timberlake care a ajuns pe primul loc în Regatul Unit.
Trei signgle-uri au fost lansate de pe The 20/20 Experience. Primul single, „Suit & Tie”, a ajuns în top cinci în mai multe țări, atingând locul al treilea în SUA, iar „Mirrors”, al doilea single, a ajuns pe locul 1 în UK și 2 în SUA. Timberlake a plecat în turneul Legends of the Summer Stadium Tour împreună cu Jay-Z pentru a-și promova atât albumul cât și turneul The 20/20 Experience World Tour.
Albumul, făcând parte din The 20/20 Experience – The Complete Experience, a fost nominalizat pentru premiul Grammy pentru Cel mai bun album pop.

## Lista pieselor
| The 20/20 Experience — Ediția bonus deluxe |                 |                                     |                     |         |  |
| Nr.                                        | Titlu           | Autor(i)                            | Producători         | Lungime |  |
| 11.                                        | „Dress On”      | Timberlake Robin Tadross Fauntleroy | Rob Knox Timberlake | 4:39    |  |
| 12.                                        | „Body Count”    | Timberlake Tadross Fauntleroy       | Rob Knox Timberlake | 4:42    |  |
| Lungime totală:                            | Lungime totală: | Lungime totală:                     | Lungime totală:     | 79:23   |  |

## Topuri
| Chart (2013)                             | Peak position |
| ---------------------------------------- | ------------- |
| Argentine Albums (CAPIF)                 | 4             |
| Australian Albums (ARIA)                 | 1             |
| Australian Urban Albums (ARIA)           | 1             |
| Austrian Albums (Ö3 Austria)             | 2             |
| Belgian Albums (Ultratop Flanders)       | 3             |
| Belgian Albums (Ultratop Wallonia)       | 8             |
| Canadian Albums (Billboard)              | 1             |
| Croatian Albums (Toplista)               | 20            |
| Czech Republic Albums (IFPI)             | 6             |
| Danish Albums (Hitlisten)                | 2             |
| Finnish Albums (Suomen virallinen lista) | 10            |
| French Albums (SNEP)                     | 6             |
| German Albums (Media Control)            | 1             |
| Greek Albums (IFPI Greece)               | 10            |
| Hungarian Albums (MAHASZ)                | 4             |
| Irish Albums (IRMA)                      | 1             |
| Italian Albums (FIMI)                    | 6             |
| Japanese Albums (Oricon)                 | 11            |
| Mexican Albums (Top 100 Mexico)          | 11            |
| Dutch Albums (MegaCharts)                | 2             |
| New Zealand Albums (Recorded Music NZ)   | 1             |
| Norwegian Albums (VG-lista)              | 2             |
| Polish Albums (OLiS)                     | 5             |
| Portuguese Albums (AFP)                  | 9             |
| Russian Albums (2M)                      | 1             |
| Scottish Albums (OCC)                    | 1             |
| South Korea Albums (Gaon Chart)          | 6             |
| Spanish Albums (PROMUSICAE)              | 9             |
| Swedish Albums (Sverigetopplistan)       | 12            |
| Swiss Albums (Schweizer Hitparade)       | 1             |
| Taiwanese Albums (G-Music)               | 1             |
| UK Albums (OCC)                          | 1             |
| UK R&B Albums (OCC)                      | 1             |
| US Billboard 200                         | 1             |
| US R&B/Hip Hop Albums (Billboard)        | 1             |

| Topuri (2013)                          | Poziție |
| -------------------------------------- | ------- |
| Australian Albums (ARIA)               | 36      |
| Belgian Albums (Flanders)              | 32      |
| Belgian Albums (Wallonia)              | 98      |
| Canadian Albums (Billboard)            | 11      |
| Danish Albums (Hitlisten)              | 25      |
| Dutch Albums (MegaCharts)              | 26      |
| Italian Albums (FIMI)                  | 78      |
| Hungarian Albums (MAHASZ)              | 87      |
| New Zealand Albums (Recorded Music NZ) | 39      |
| South Korea Albums (Gaon Chart)        | 15      |
| Swedish Albums (Sverigetopplistan)     | 98      |
| Swiss Albums (Schweizer Hitparade)     | 16      |
| UK Albums (OCC)                        | 21      |
| US Billboard 200                       | 1       |
| US Digital Albums                      | 1       |
| US Top R&B Albums                      | 1       |
| US Top R&B/Hip-Hop Albums              | 1       |

## Certificații
| Regiune | Certificări | Vânzări   |
| --- | ----------- | --------- |
| Australia (ARIA) | Aur         | 35,000^   |
| Canada (Music Canada) | 2× Platină  | 160,000^  |
| Germania (BVMI) | Aur         | 100,000^  |
| Irlanda (IRMA) | Aur         | 7,500x    |
| Norvegia (IFPI Norway) | Gold        | 15,000*   |
| Polonia (ZPAV) | 2× Aur      | 40,000*   |
| Suedia (GLF) | Aur         | 20,000^   |
| Elveția (IFPI Switzerland) | Aur         | 150,000x  |
| Regatul Unit (BPI) | Platină     | 300,000^  |
| Statele Unite (RIAA) | 3× Platină  | 3,500,000 |
| *cifrele de vânzări sunt bazate pe un singur certificat ^cifrele cargo sunt bazate pe un singur certificat xcifrele nespecificate sunt bazate pe un singur certificat |             |           |

## Premii & Nominalizări
| Ceremonie               | An   | Premiu                  | Rezultat     |
| ----------------------- | ---- | ----------------------- | ------------ |
| American Music Awards   | 2013 | Favorite Pop/Rock Album | Nominalizare |
| American Music Awards   | 2013 | Favorite Soul/R&B Album | Câștigat     |
| Soul Train Music Awards | 2013 | Album of the Year       | Nominalizare |
| World Music Awards      | 2013 | World's Best Album      | Nominalizare |
| People's Choice Awards  | 2014 | Favorite Album          | Câștigat     |
| NAACP Image Award       | 2014 | Outstanding Album       | Nominalizare |
| Billboard Music Awards  | 2014 | Top Billboard 200 Album | Câștigat     |
| Billboard Music Awards  | 2014 | Top R&B Album           | Câștigat     |

## Datele lansării
| Țara         | Data            | Ediții                        | Casa de discuri |
| ------------ | --------------- | ----------------------------- | --------------- |
| Germania     | 15 martie 2013  | Standard (CD, LP) deluxe (CD) | Sony            |
| Franța       | 18 martie 2013  | Deluxe (CD)                   | Sony            |
| Regatul Unit | 18 martie 2013  | Standard (CD, LP) deluxe (CD) | RCA             |
| Canada       | 19 martie 2013  | Deluxe (CD)                   | Sony            |
| SUA          | 19 martie 2013  | Standard deluxe (CD, LP)      | RCA             |
| Japonia      | 20 martie 2013  | Standard (CD)                 | Sony Japan      |
| Canada       | 16 aprilie 2013 | Standard (LP)                 | Sony            |